# Виитанен, Марк
Марк Виитанен (эст. Mark Viitanen; 4 апреля 1998, Таллин, Эстония) — эстонский и финский хоккеист, крайний нападающий сборной Эстонии .

## Карьера

### Клубная
Воспитанник финского клуба «ТуТо». На юниорском уровне также находился в системе ТПС. В 2017 году попал в созданный молодежный состав китайского «Куньлунь Ред Стар» в Молодёжной хоккейной лиге. Всего за него сыграл за сезон 60 матчей, в которых набрал 28 очков (14 голов + 14 передач).
Затем Виитанен провел несколько сезонов во второй по силе лиге Финляндии Местис, где он представлял «Пелиитат» и «ТуТо». Летом 2022 года перешел в польскую «Торунь».

### Сборная
В 2018 году Виитанен принял решение выступать за сборную своей исторической родины — Эстонии. В том же году дебютировал за национальную команду на Чемпионате мира по хоккею с шайбой в Первом дивизионе. Позднее играл за нее в других международных турнирах.